# Litio diisopropilammide
Il litio diisopropilammide è un composto chimico con formula molecolare [(CH3)2CH]2NLi. Viene generalmente abbreviato in LDA, ed è una base forte (pKa=36), comunemente utilizzata in chimica organica per deprotonare acidi deboli. Ottiene un vasto impiego per via della sua solubilità in reagenti non polari, come molti composti organici, e poiché è una base non nucleofila si evitano reazioni indesiderate.

## Caratteristiche chimiche

### Preparazione
L'LDA è comunemente preparato dal trattamento in tetraidrofurano raffreddato a -78 °C di una soluzione di diisopropilammina con n-butillitio.

### Reattività
Il valore di pKa del litio diisopropilammide permette la deprotonazione di molte sostanze come alcoli, acidi carbossilici, chetoni e aldeidi che posseggono un atomo di idrogeno nella posizione alfa, permettendo così la formazione di ioni enolato. Se si è in presenza di un substrato come un chetone asimmetrico con due posizioni enolizzabili non equivalenti, se la reazione avviene sotto controllo cinetico (basse temperature, lieve eccesso di base, solvente aprotico dipolare) si ottiene l'enolato meno sostituito, ovvero il prodotto derivante dalla rimozione dell'idrogeno meno ingombrato, mentre se si è in condizioni di controllo termodinamico (eccesso di chetone, equilibrio tra la forma protonata e l'enolato), si forma l'enolato più sostituito, il quale è il prodotto più stabile. Gli alcheni più sostituiti infatti sono stabilizzati dalla iperconiugazione con la posizione allilica, come descritto dalla regola di Zaitsev. Si possono osservare discrepanze da quanto sopra descritto nel caso vi sia la presenza di strain 1,3-allilico nei prodotti che porti ad una variazione della regioselettività desiderata.